# Elegant Gypsy
Elegant Gypsy — второй сольный альбом американского джазового фьюжн-гитариста Эла Ди Меолы. Он был выпущен в 1977 году лейблом Columbia Records. Elegant Gypsy — классический джаз-роковый альбом второй половины 1970-х, но он также включает элементы латиноамериканской и музыки фламенко.

## Об альбоме
На протяжении шести песен Эл Ди Меола исследовал разнообразие стилей (джаз, фламенко, латино, хард-рок) и звуков (различные электрические и акустические текстуры) в своем втором сольном альбоме Elegant Gypsy. Альбом стал классикой джаз-рок-фьюжн благодаря двум выдающимся композициям: яркому акустическому дуэту с Пако де Лусией — «Mediterranean Sundance» и головокружительному шедевру прото-шреда «Race with Devil on Spanish Highway».
Другие музыканты на Elegant Gypsy включали Яна Хаммера на электропианино, Стива Гэдда на барабанах, Энтони Джексона на басу, Минго Льюиса на перкуссии, товарища Эла по группе Return to Forever Ленни Уайта на барабанах и Барри Майлза на клавишных. Ди Меола написал всю музыку в альбоме, за исключением одного трека «Flight Over Rio», написанного перкуссионистом Льюисом.
Одним из музыкантов, которого хотел пригласить Эл Ди Меола, был рок-гитарист Карлос Сантана, однако тот вскоре отказался от записи. «Я написал песню, которая, вероятно, была самой коммерческой песней, которая не стала хитом, но должна была стать хитом. Она называется "Midnight Tango", и я написал ее для Сантаны. Я прилетел к нему домой, чтобы научить его этой песне, но он был очень расстроен собой из-за того, что не мог её сыграть», — вспоминал Эл Ди Меола в интервью Ultimate Guitar.
В конце 1976 года, когда Эл Ди Меола собирался начать делать аранжировки для своей пластинки Elegant Gypsy и планировал кто будет участвовать в записи, он задумал пригласить Пако де Лусию из Испании, чтобы сыграть с ним дуэтом. Менеджеры CBS связались с RCA, лейблом Пако в Испании, и привезли его, потому что те знали о популярности Эла и решили, что Пако будет полезно «засветиться», поскольку тот был совершенно неизвестен в Соединённых Штатах. Когда Пако появился в студии, он очень нервничал и просто не мог расслабиться, из-за этого запись не получалась.

«Когда мы с Пако записывали „Mediterranean Sundance“ для моего альбома Elegant Gypsy, мы знали, что это будет волшебное одноразовое выступление. После первого неудачного дубля Пако нужно было успокоиться, поэтому он выкурил „косяк“, и второй дубль сразу получился. Остальное — история. Мы были потрясены, как и все в аппаратной. В моей карьере было не так много таких моментов!»
Оригинальный текст (англ.)«But in 1977, when Paco and I recorded it for my Elegant Gypsy album, we knew that it was a magical one-time performance. After the first take, Paco needed to relax, so he smoked a joint and the second take was the one. The rest is history. We were blown away, as was everyone in the control room. There were not many moments like that in my career!»
— Эл Ди Меола, интервью журналу Guitar Player
Ещё один знаменитый трек альбома — «Race with Devil on Spanish Highway» был записан «вживую» с первого дубля в нью-йоркской студии Electric Lady Studios с басистом Энтони Джексоном, клавишником Барри Майлзом и барабанщиком Ленни Уайтом. По словам Эла Ди Меолы, эта композиция была вдохновлена классикой рока 1960-х: «Это может удивить некоторых людей, но когда я писал эту песню, я думал о „You Really Got Me“ группы The Kinks. Это была первая песня, которую я когда-либо пытался сыграть, когда мне было восемь или девять лет». По мнению журнала Guitar World, такие номера, как «Race With Devil on a Spanish Highway» с альбома Elegant Gypsy 1977 года, продемонстрировали неслыханную скорость и точность, редко встречающиеся ранее на электрогитаре.

## Релиз и критика
Elegant Gypsy был выпущен в апреле 1977 года лейблом Columbia Records и поднялся на 58-е место в чарте Billboard 200, а также попал в Топ-5 в чарте джазовых альбомов Billboard. Альбом был сертифицирован RIAA как золотой в США. В 1977 году диск получил ежегодную награду журнала Guitar Player за лучший джазовый гитарный альбом.
Альбом занял второе место в списке «15 лучших джазовых гитарных альбомов всех времен», составленном по итогам опроса читателей онлайн-издания Ultimate Guitar. «Пионер гитарного шреддинга, Эл Ди Меола стал одним из самых влиятельных гитаристов в жанрах даже за пределами джаза. Не редкость наткнуться на мастера хэви-метал-гитары, который хвалит его работу. Elegant Gipsy был выпущен в 1977 году и включает в себя шесть великолепных треков, самым известным из которых является „Race with Devil on Spanish Highway“». Один из таких хэви-метал гитаристов — Алекс Сколник из группы Testament, говорит об альбоме Elegant Gypsy: «Эта пластинка не только вдохновила меня играть больше на акустической гитаре, но и стала моим шлюзом в мир мировой музыки. Она заставила меня послушать Пако де Лусию, который был гостем в альбоме, а также познакомила меня с игрой на акустическом пианино, которая оказала на меня большое влияние».
Онлайн-издание uDiscover Music, включившее Elegant Gypsy в свой рейтинг «75 лучших гитарных джазовых альбомов», считает что Эл Ди Меола продемонстрировал музыкальную глубину и уровень чувствительности, которые показали, что он был гораздо больше, чем просто помешанный на скорости гитарист с молниеносными пальцами.
Электронный журнал JazzViews пишет, что альбом Эла Ди Меолы Elegant Gypsy появился в то время, когда большая часть джаз-рок-фьюжн, казалось, строилась на количестве нот, которые можно было сыграть как можно быстрее и как можно громче. «Ди Меола хорошо известен своими молниеносными пробегами по грифу гитары и шреддингом (термин, который он не любит), что можно услышать в таких вещах, как „Race with Devil On Spanish Highway“».
Издание MusicRadar назвало Эла Ди Меолу «отцом гитарного шреддинга» и поместило на вершину своего рейтинга «Величайших шред-гитаристов всех времён», отметив его композицию «Race with Devil On Spanish Highway». Музыкальный журналист Грэм Райд считает альбом Elegant Gypsy выдающейся записью, а такие вещи, как «Race With Devil on Spanish Highway», — «были больше, чем просто скоростью, это была очень продуманная и структурированная музыка, и все же это был фьюжн».
В 2022 году журнал Guitar Player включил соло из композиции «Race with Devil On Spanish Highway» в свой рейтинг «40 важнейших гитарных соло XX века». Американский гитарист-виртуоз Джо Бонамасса считает, что Эл Ди Меола невероятен. «Если вы когда-нибудь захотите по-настоящему почувствовать себя плохо из-за своих навыков игры на гитаре, то просто послушайте эту песню целиком. Скорость, тон, фразировка, всё её звучание — это невероятно от первой до последней ноты».

## Список композиций
Автор всех композиций — Эл Ди Меола, кроме отмеченных отдельно
| №  | Название                 | Автор(ы)    | Длительность |
| -- | ------------------------ | ----------- | ------------ |
| 1. | «Flight Over Rio»        | Минго Льюис | 7:16         |
| 2. | «Midnight Tango»         |             | 7:28         |
| 3. | «Mediterranean Sundance» |             | 5:14         |

| №  | Название                             | Длительность |
| -- | ------------------------------------ | ------------ |
| 4. | «Race with Devil on Spanish Highway» | 6:18         |
| 5. | «Lady of Rome, Sister of Brazil»     | 1:46         |
| 6. | «Elegant Gypsy Suite»                | 9:16         |

## Участники записи
- Эл Ди Меола — гитара, фортепиано, синтезатор, перкуссия
- Пако де Лусия — гитара
- Ян Хаммер — клавишные
- Барри Майлз — клавишные
- Энтони Джексон — бас-гитара
- Стив Гэдд — барабаны
- Ленни Уайт — барабаны
- Минго Льюис — конги, синтезаторы, орган, перкуссия